# L'Hortensia
L'Hortensia – ou Les Deux Sœurs – est un tableau réalisé par la peintre française Berthe Morisot en 1894. De format vertical, cette huile sur toile est un double portrait impressionniste qui représente deux jeunes femmes vêtues de négligés, censées être sœurs ; celle qui est blonde pique une fleur dans les cheveux noirs de l'autre, assise devant elle. Un volumineux pot d'hortensias bleus occupe la partie gauche du tableau. 
Exposée au Salon d'Automne en 1907, l'œuvre entre dans les collections publiques en 1920, offerte par Julie et Ernest Rouart. Elle est conservée depuis 1986 au musée d'Orsay, à Paris.
Ce tableau est à rapprocher de La Coiffure, peint la même année.